# Chinantèque d'Ozumacín
Le chinantèque d’Ozumacín, aussi appelé chinantèque de San Pedro Ozumacín, chinantèque d’Ayotzintepec ou chinantèque du sud-est supérieur, est une langue chinantèque parlée dans le nord de l’Oaxaca dans la municipalité d’Ayotzintepec, à San Pedro Ozumacín, Ayotzintepec, Monte Tinta, Santiago Progreso.

## Écriture
| a | ä  | b | c | ch | d  | ds | e | ë | f | g | h | i | ɨ | j | k |
| l | ll | m | n | ñ  | ng | o  | ø | p | r | s | t | u | ʉ | w | y |

Les tons ainsi que l’accent tonique sont indiqués à l’aide des barres de ton suivant la voyelle  :
- ton haut : ˈ ;
- ton moyen : ˊ ;
- ton bas : ˉ ;
- ton haut et accent tonique : ꜗ ;
- ton moyen et accent tonique : ꜘ ;
- ton bas et accent tonique : ꜙ ;
- ton haut ascendant : ꜚ ;
- ton moyen ascendant : ˜ ;
- ton bas ascendant : ˋ.